# Hockey Club Dukla Senica
A Hockey Club Dukla Senica egy szlovák jégkorongcsapat Szenicén. A klub a harmadosztályú 2. hokejová liga nyugati csoportjában játszik.

## Története
A klubot 1989-ben alapították.

### Korábban használt nevek
- 1989 - VTJ Senica
- 1993 - Dukla Senica
- 1996 - Dukla Nafta Senica
- 2000 - Dukla Inpro Senica
- 2003 - 2016 - Dukla Senica
- 2022 - Hockey Club Dukla Senica

## Helyezések

### Csehszlovák
1. slovenská národná hokejová liga - 1 szezon
- 10. hely: 1992/93

2. slovenská národná hokejová liga - 2 szezon
- 1. hely: 1991/92,
- 3. hely: 1990/91

Majstrovstvá Západoslovenského kraja - 1 szezon
- 1. hely: 1989/90

### Szlovákia
1. hokejová liga - 21 szezon
- 2. hely: 2001/02
- 3. hely: 2011/12
- 4. hely: 1997/98
- 5. hely: 1993/94, 1994/95, 2012/13, 2013/14
- 6. hely: 1995/96, 2000/01, 2002/03, 2007/08
- 7. hely: 1998/99, 2008/09, 2015/16
- 8. hely: 2003/04, 2004/05
- 9. hely: 1996/97, 2005/06, 2006/07, 2010/11
- 11. hely: 1999/00
- 13. hely: 2009/10

2. hokejová liga - 7 szezon
- 4. hely: 2023/24
- 6. hely: 2022/23
- 8. hely: 2019/20
- 14. hely: 2021/22
- 17. hely: 2016/17, 2018/19
- 20. hely: 2017/18

## Statisztikák
| Főcsoport (Nyugati csoport) | Főcsoport (Nyugati csoport) | Főcsoport (Nyugati csoport) | Főcsoport (Nyugati csoport) | Főcsoport (Nyugati csoport) | Főcsoport (Nyugati csoport) | Főcsoport (Nyugati csoport) | Főcsoport (Nyugati csoport) | Főcsoport (Nyugati csoport) | Felsőház | Felsőház | Felsőház | Felsőház | Felsőház | Felsőház | Felsőház | Felsőház | Rájátszás                                       | Rájátszás                                  | Rájátszás                         |
| Szezon                      | LM                          | GY                          | GY. H.                      | V. H.                       | V                           | G                           | P                           | Helyezés                    | LM       | GY       | GY. H.   | V. H.    | V        | G        | P        | Helyezés | Negyeddöntő                                     | Elődöntő                                   | Döntő                             |
| --------------------------- | --------------------------- | --------------------------- | --------------------------- | --------------------------- | --------------------------- | --------------------------- | --------------------------- | --------------------------- | -------- | -------- | -------- | -------- | -------- | -------- | -------- | -------- | ----------------------------------------------- | ------------------------------------------ | --------------------------------- |
| 2023–24                     | 12                          | 10                          | 0                           | 0                           | 2                           | 80:30                       | 30                          | 2.                          | 10       | 6        | 0        | 0        | 4        | 41-24    | 18       | 3.       | Győzelem az MHK Kežmarok ellen (3-0)            | Vereség az MŠK Púchov ellen (2-3)          | -                                 |
| 2024–25                     | 14                          | 13                          | 0                           | 0                           | 1                           | 87:23                       | 39                          | 1.                          | 10       | 5        | 1        | 0        | 4        | 30:30    | 17       | 3.       | Győzelem az MHK AUTOCAR Dolný Kubín ellen (3-1) | Győzelem a HKM Rimavská Sobota ellen (3-1) | Vereség az MHA Martin ellen (0-3) |

## Nézettség
| Szezon  | Teljes nézőszám | Átlagos nézőszám | Helyezés a ligában |
| ------- | --------------- | ---------------- | ------------------ |
| 2023–24 | 31 865          | 2 273            | 1.                 |
| 2024–25 | 9 887           | 1412             | 1.                 |

## Híres játékosok
- Róbert Döme
- Ľubomír Vaškovič
- Eduard Šedivý
- Jozef Balej
- Peter Hamerlík
- Branislav Rehuš
- Martin Ivičič
- Erik Weissmann
- Boris Žabka
- Tomáš Šille
- Jaroslav Halák